# 志蓮淨苑
志蓮淨苑（英語：Chi Lin Nunnery）是香港的一個佛教非牟利慈善團體，屬下設有安老院、佛教志蓮中學、佛教志蓮小學、志蓮淨苑文化部、志蓮淨苑夜書院、志蓮淨苑圖書館。此外，志蓮淨苑亦定期舉行法會。
志蓮淨苑的院址位於香港九龍上元嶺志蓮道五號，大老山隧道入口旁邊。該院寺堂以仿唐代原木結構建築為特色，與周邊的斧山公園及南蓮園池結合為大型的仿唐建築群，是香港的特色建築及景點之一。志蓮淨苑亦是香港唯一的「女眾十方叢林」，為從各地而來的各方女高僧提供修道場所。

## 歷史
1934年由葦庵法師和覺一法師，在藍昌源等居士協助下，購得華人狀師陳七的陳七花園別墅，成立一所佛教女眾十方叢林，作為供僧侶清修的場地。
由於大量難民隨著國共內戰影響而湧入香港，不少聚居於黃大仙及鑽石山一帶的木屋區，社會福利服務的需求甚大，志蓮淨苑於1948年開辦義學為貧窮兒童提供教育機會。後改爲正規小學到回歸後結束。1957年開辦非牟利的孤兒院及安老院，收容貧苦無依。
1988年5月，香港政府因興建大老山隧道而清拆志蓮淨苑及周邊的木屋區，政府的市區重整計劃及熱心人士的支持（特別是商業界及演藝界的積極參與），造就了志蓮淨苑的重建計劃。 首先重建護理安老院、志蓮中心，隨著是佛寺、學校、蓮苑等。志蓮淨苑的重建工程於1989年展開，全部重建工程於2000年5月18日完竣，並正式落成啟用。

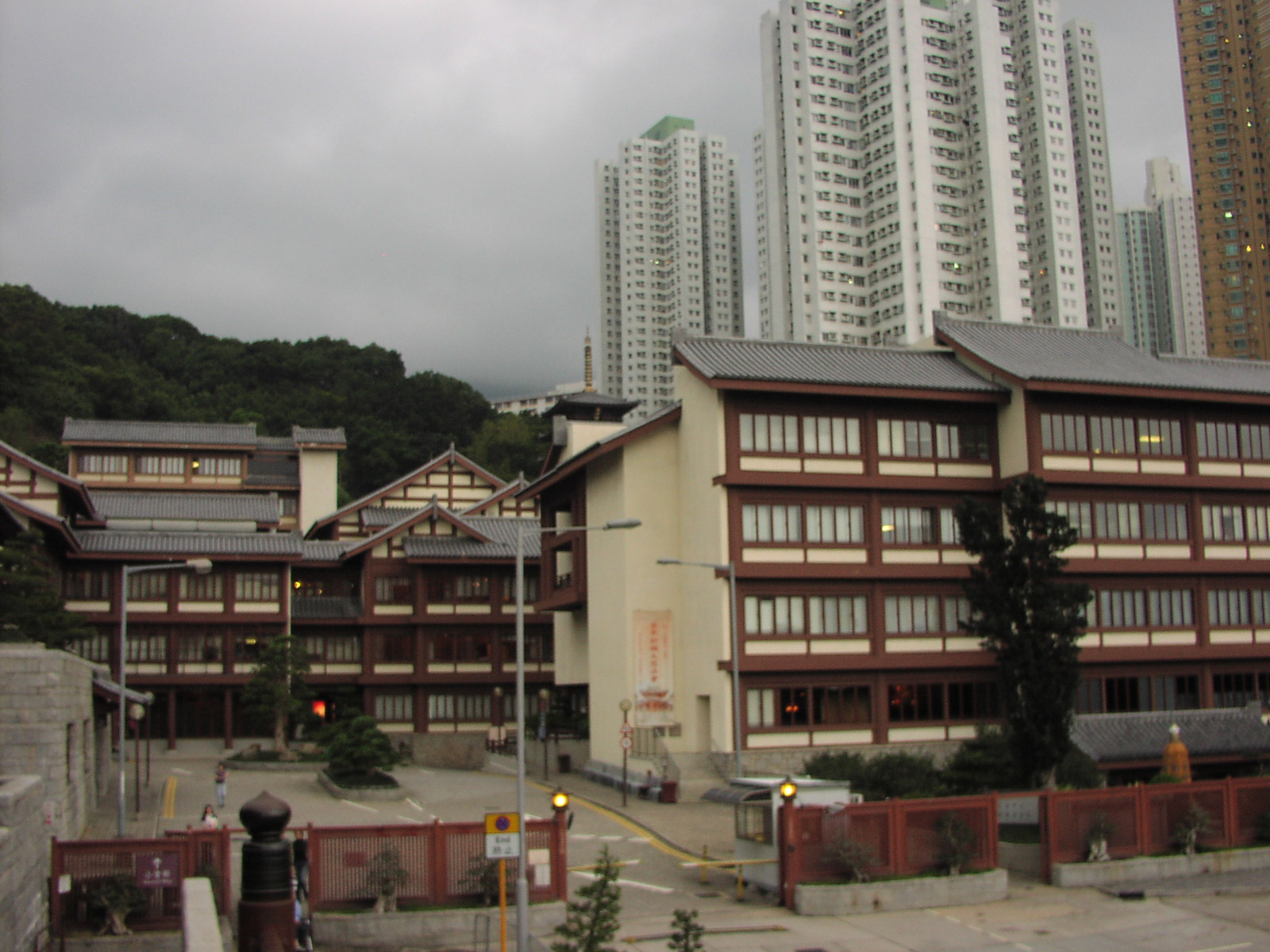
護理安老院（左）及志蓮中心（右）
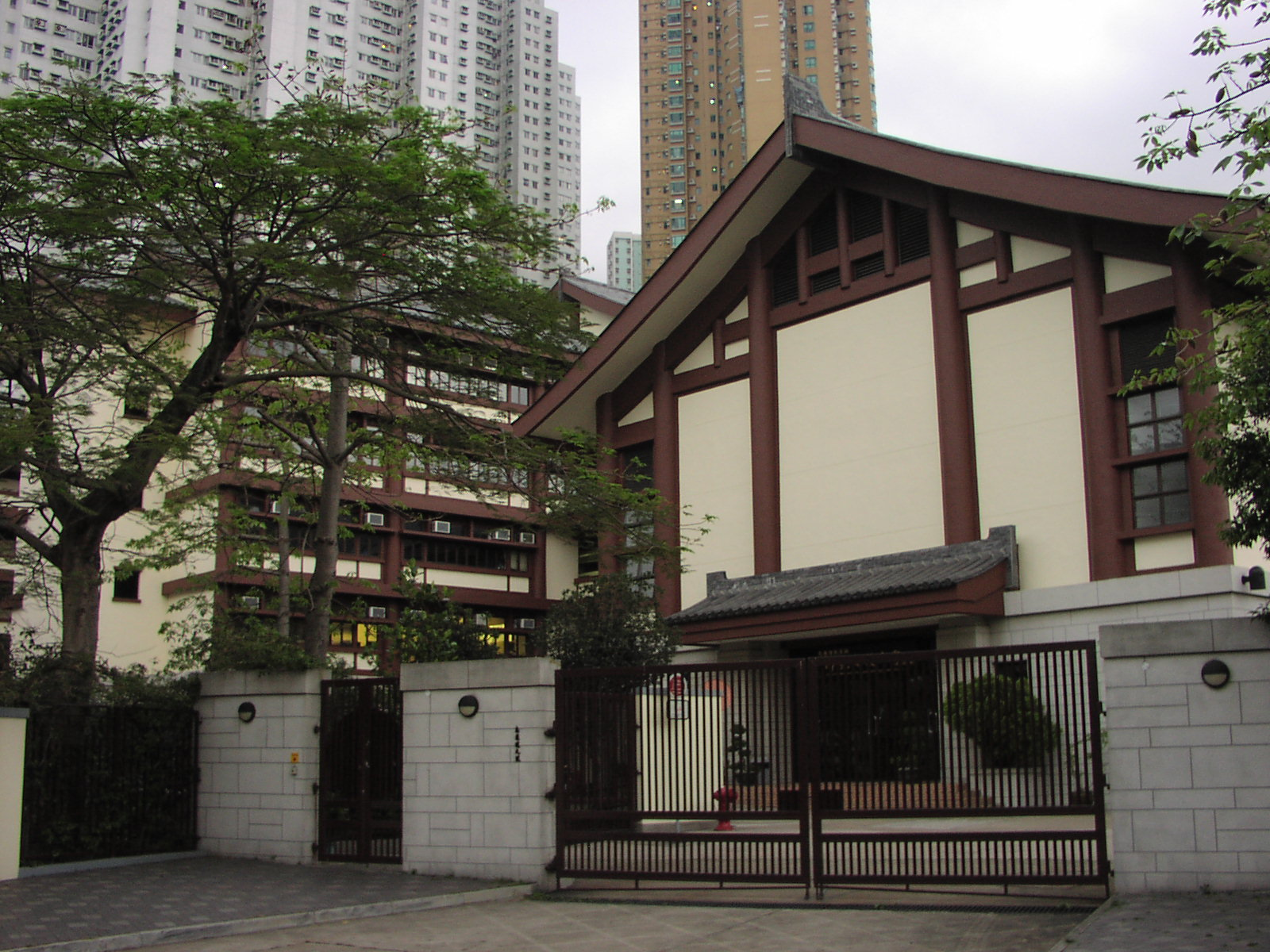
佛教志蓮中學

## 殿堂

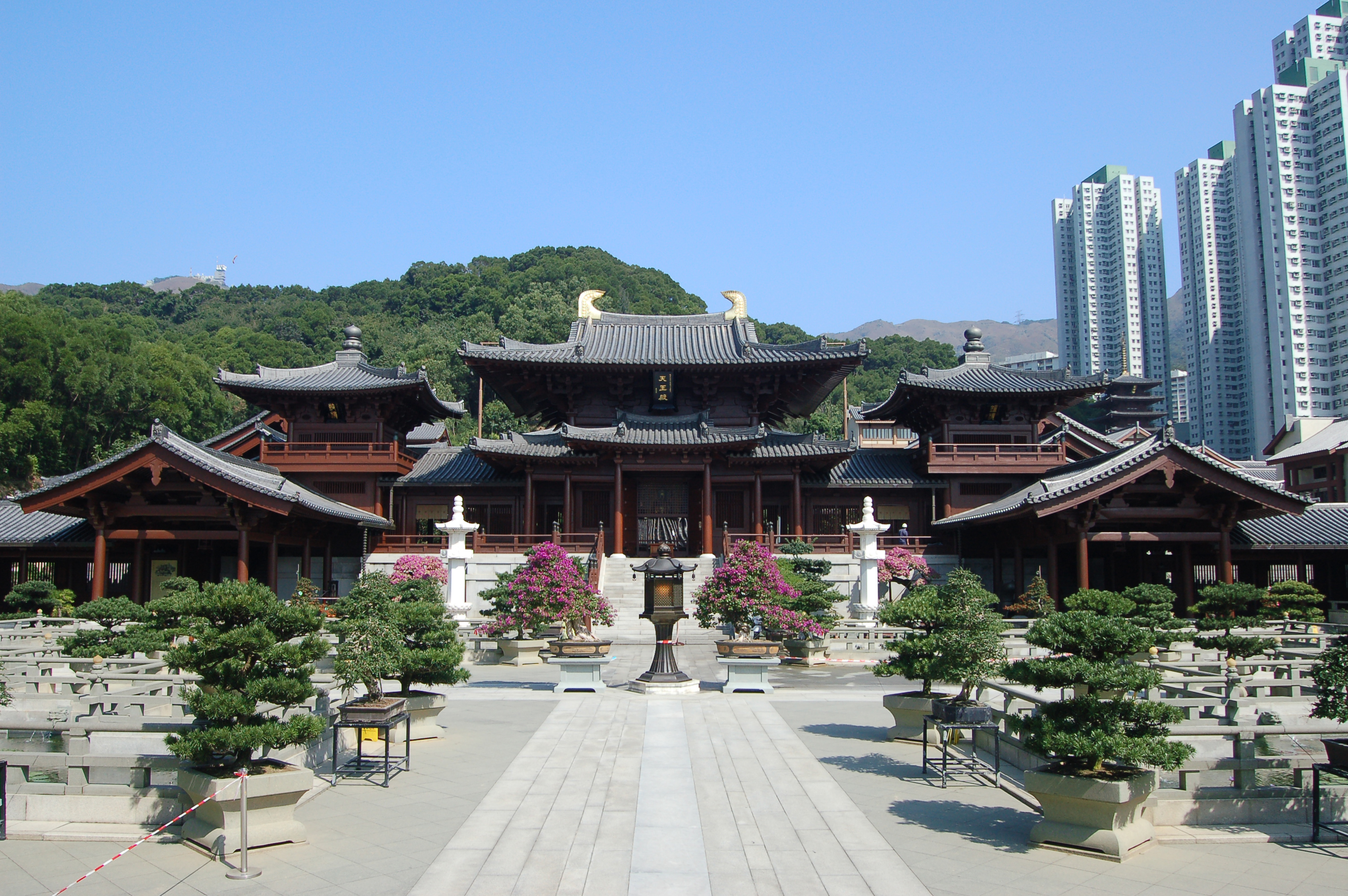
天王殿

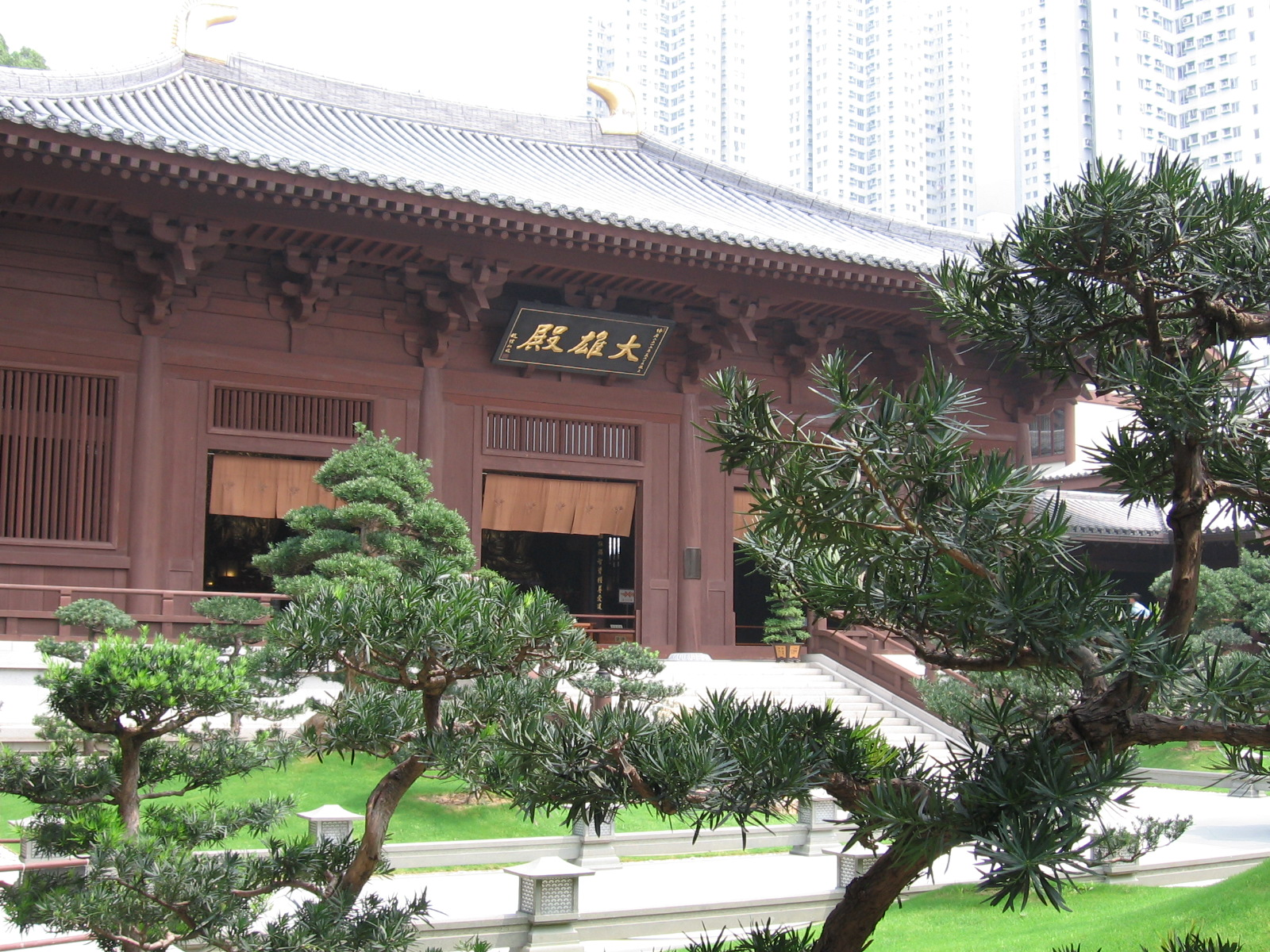
大雄殿

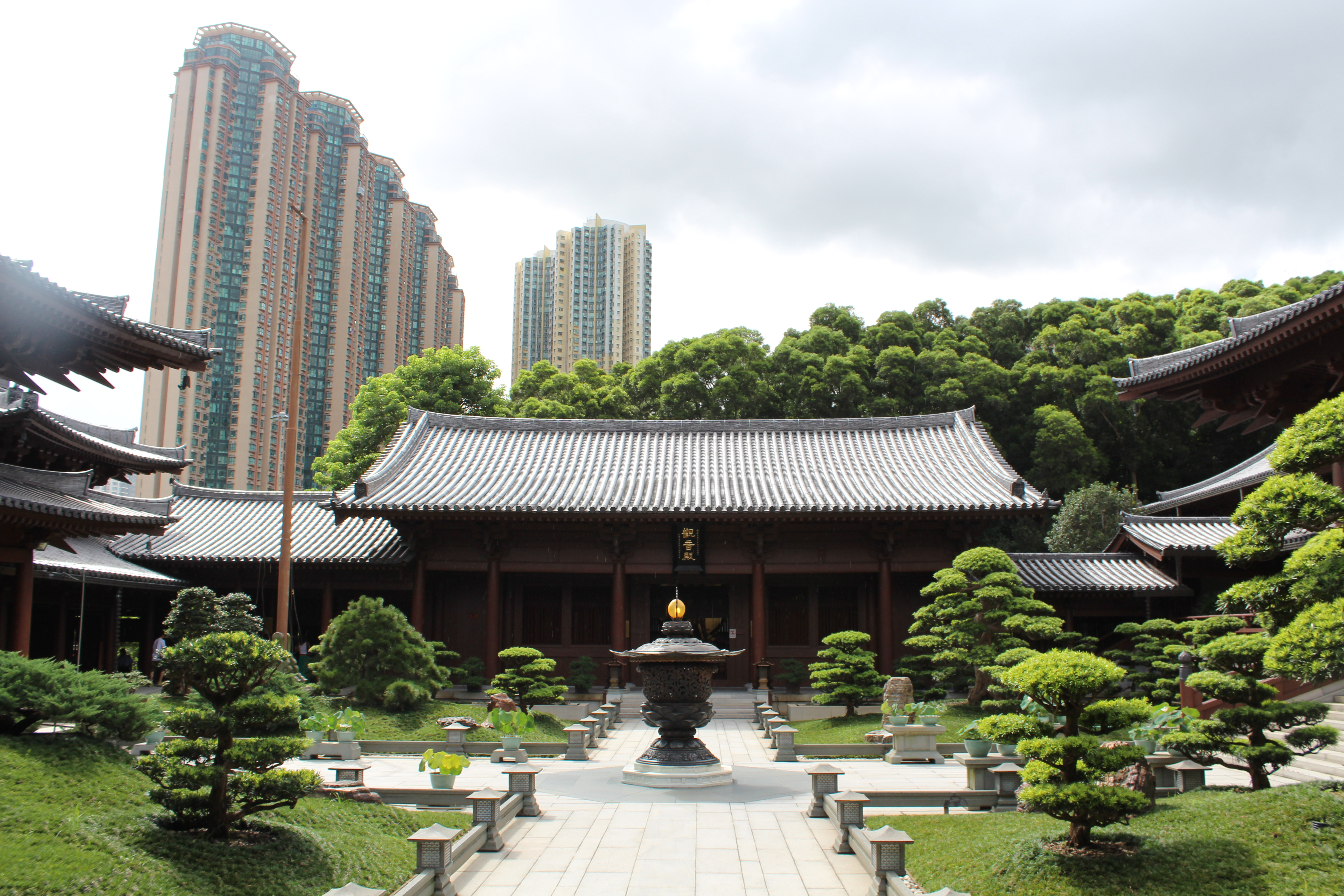
觀音殿

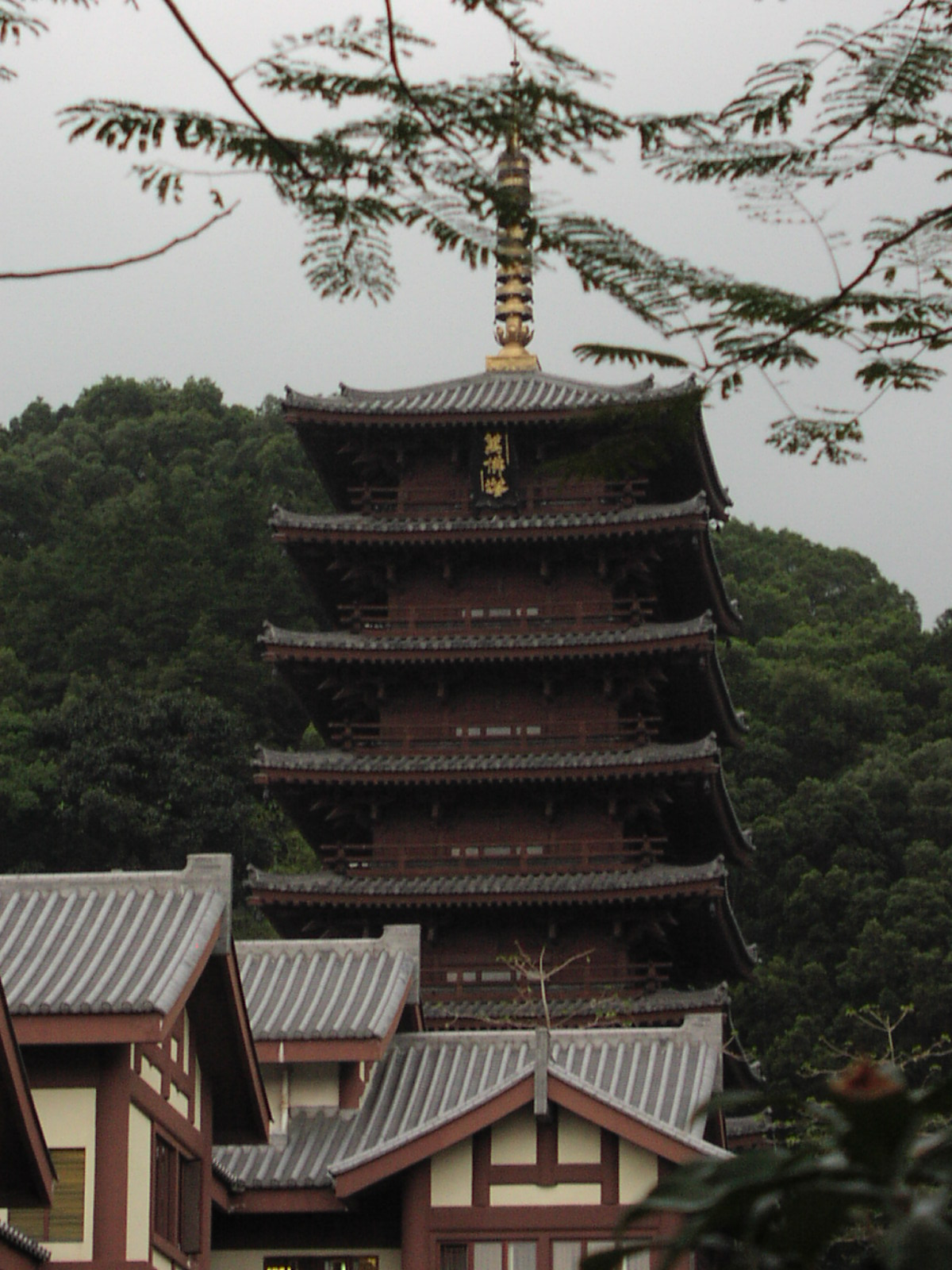
萬佛塔

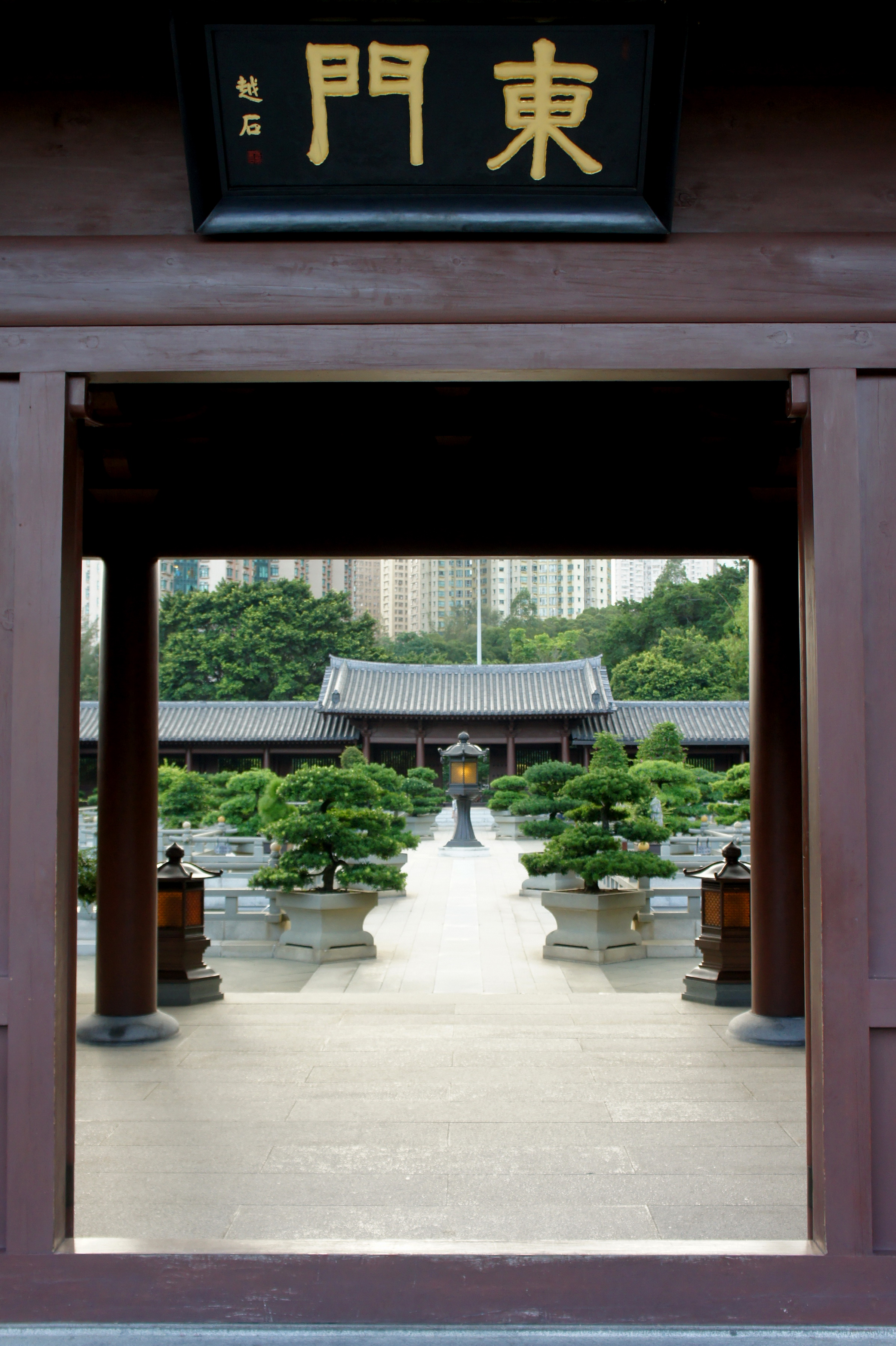
從東門望向第一進庭園區

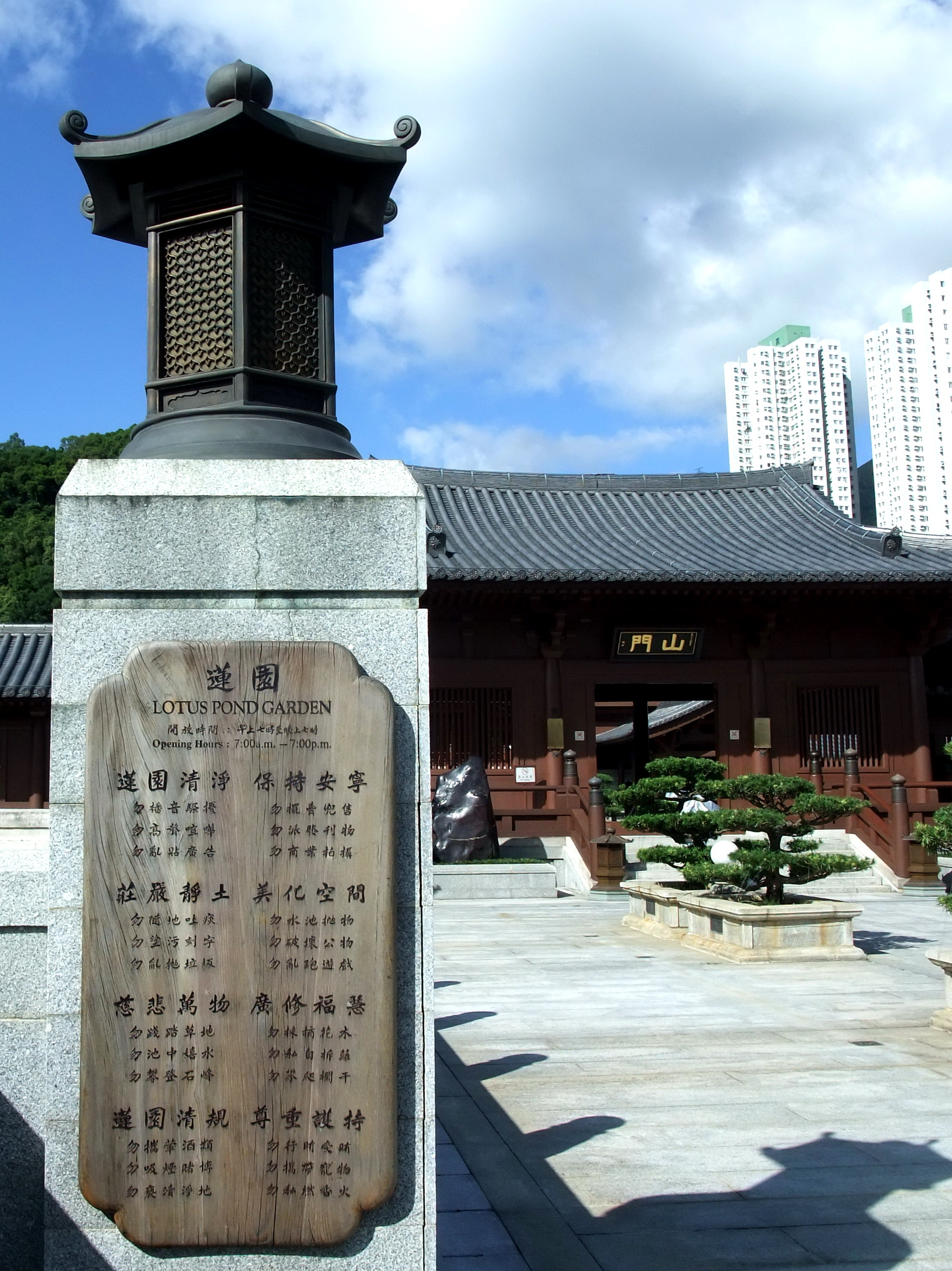
連接「南蓮園池」與志蓮淨苑的「山門」的「平橋」，橋柱上寫有遊園的守則，橋下是鳳德道。

志蓮淨苑的殿堂是以中國唐代傳統木構建築為藍圖，採用天然建材，殿堂的木構件，均以榫接方式結合，不須使用釘子，比例和諧優美。殿堂供奉的佛菩薩像依據佛經描述，參照盛唐造像風格，厚重端麗，其造型、手印、執持法器各異，彰顯諸佛菩薩特有的願力和德行。
整個殿堂南、東、西邊設三個大門，分別是「山門」、「東門」及「西門」。整體建築佈局為「三進三重門一院」：
- 第一進（闊66米，深36米）
  - 山門
  - 蓮池
  - 長明燈
  - 長廊
  - 天王殿
  - 鐘樓
  - 鼓樓
- 第二進
  - 大雄殿
  - 客堂
  - 藥師殿
  - 祖堂
  - 觀音殿
  - 臥佛殿
  - 淨土經變圖
- 第三進 
  - 葦公紀念堂/五觀堂
  - 法堂
  - 藏經樓
  - 方丈室
  - 念佛堂
- 一院
  - 萬佛塔

## 建築特點
志蓮淨苑以盛唐敦煌莫高窟第172窟北「觀無量壽經變」圖作為佛寺設計規劃藍本，以中軸線為主體布局，呈現對稱、均衡的唐代建築風格。小部份的建築手法亦採日本「和樣」形式。全棟建築物完全以檜木打造，是現在世界上最大的手造木構建築群。「西方淨土變」又稱「阿彌陀經變」，估計是敦煌石窟最早出現的經變之一，所謂「經變」，即是把佛經的內容「變」成圖畫，甚至雕塑的尊像，「西方淨土變」就是以圖畫來描述西方極樂世界。

### 山門
山門又作「三門」，即三解脫門之意。為面闊三間進深兩間單檐歇山頂，柱頭用出兩跳五鋪作偷心造，令拱出耍頭上承替木，泥道拱承枋隱刻慢拱，補間用蜀柱承散斗。正面心間開板門，兩盡間施直欞窗。

### 天王殿

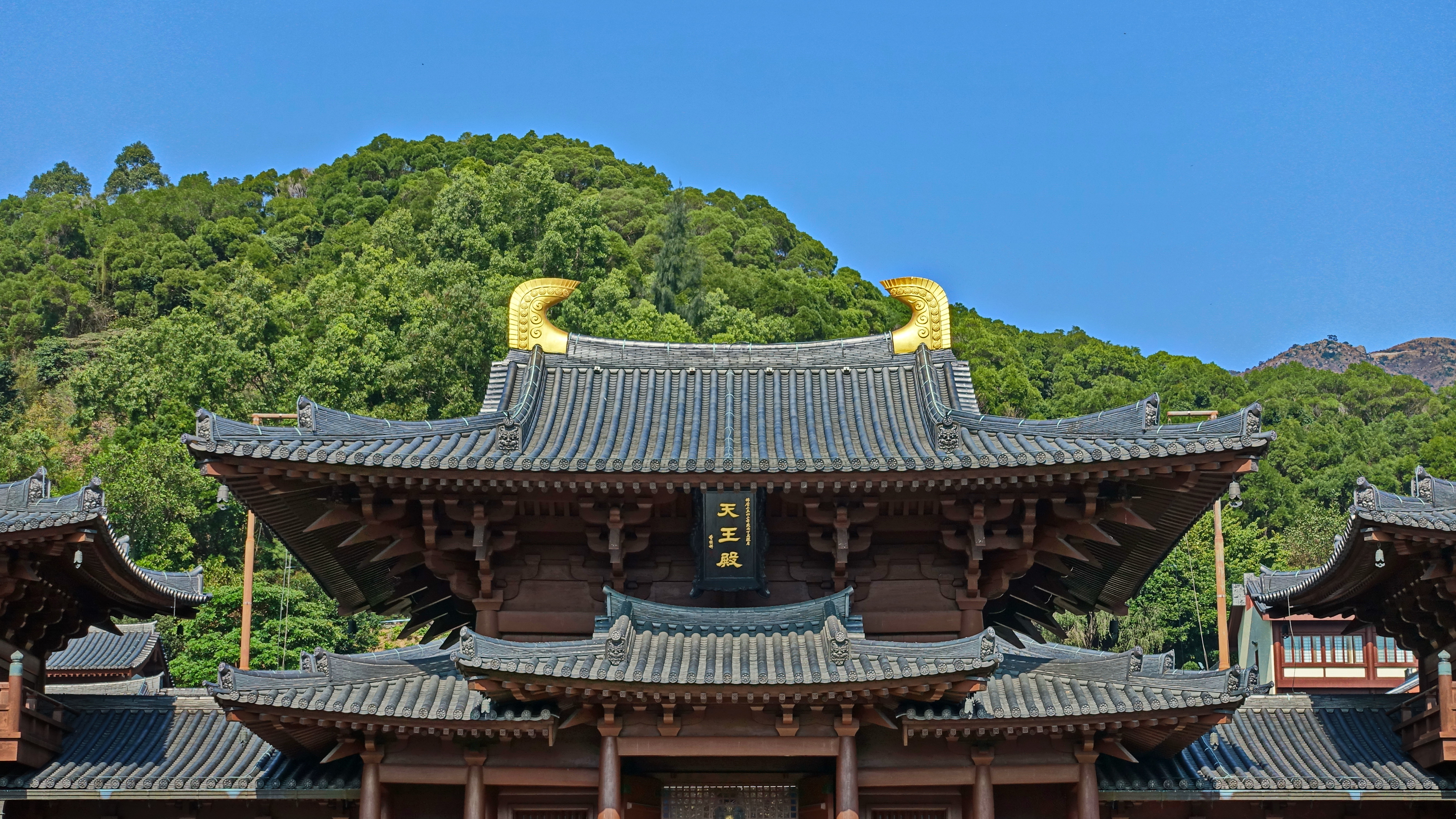
天王殿的重檐歇山頂和鎏金鴟尾

天王殿的設計參考了敦煌壁畫以及日本平等院鳳凰堂。面闊五間重檐歇山頂施鎏金鴟尾，上檐三間，用雙抄雙昂四出跳七鋪作承令拱出耍頭，第三跳計心造，泥道拱承枋隱刻慢拱。心間開板門，兩盡間施直欞窗。副階用材偏小，出檐短於上檐，心間出單材華拱一跳四鋪作，兩補間均出一跳，補間與柱頭泥道拱連為鴛鴦交首拱。盡間稍間之柱用一斗三升把頭絞項造出昂形耍頭。轉角鋪作均與心間同，角縫出批竹角昂。殿內有香港少有供奉的虛空藏菩薩。

### 蓮花池
蓮花是佛教法花，為純淨無染之意思。四個蓮花池乃依「淨土經變圖」中展現的阿彌陀佛淨土的七寶池及八功德水設計。

### 鐘樓、鼓樓
兩樓皆面闊進心一間，無平座層，上施四角攢尖頂飾寶珠。用雙補間，雙抄五鋪作上承令拱不出頭。拱眼壁開團窠形氣窗，四壁用直欞窗。

## 南蓮園池
與志蓮淨苑相對應的位於下元嶺的南蓮園池是一座古式園林，面積達3.5萬平方米，山、水、林木和建築小品的建設和佈局，均依照唐代園林設計。南蓮園池以每年1元的象徵式的費用委託志蓮淨苑管理、營運和保育公園。此外，志蓮淨苑亦負責公園的設計、監督建造及日常維修工作。

## 鄰近的觀光景點
- 斧山公園
- 南蓮園池

## 資料來源
1. 1 2  郭錦鴻. . 《香港佛教》網站. 2008-11  [2012-08-13]. （原始内容存档于2010-06-12）.
2. ↑  志蓮淨苑 日本平等院風情 （页面存档备份，存于）HK 港生活

## 外部連結
- 志蓮淨苑官方網站 （页面存档备份，存于）
- 志蓮淨苑"木"導賞 綠色廣場
- 明報: 志蓮保安和遊人守則
- 志蓮投資勁蝕5298萬《明報》2011-03-05[永久]

22°20′25″N 114°12′18″E / 22.34023°N 114.20502°E